# نيو لندن
نيو لندن (بالإنجليزية: New London, Iowa)‏ هي مدينة تقع في ولاية آيوا في الولايات المتحدة. تبلغ مساحة هذه المدينة 2.62 (كم²)، وترتفع عن سطح البحر 232 م، بلغ عدد سكانها 1897 نسمة في عام 2012 حسب إحصاء مكتب تعداد الولايات المتحدة.

## التركيبة السكانية
قام مكتب تعداد الولايات المتحدة بتحديد بيانات التركيبة السكانية لنيو لندنفي تعداد الولايات المتحدة. في ما يلي، التركيبة السكانية حسب تعدادي 2000 و2010.

### تعداد عام 2000
بلغ عدد سكان نيو لندن 1,937 نسمة بحسب تعداد عام 2000، وبلغ عدد الأسر 794 أسرة وعدد العائلات 540 عائلة مقيمة في المدينة. في حين سجلت الكثافة السكانية 1,924.9 نسمة لكل ميل مربع (743.2/كم2). وبلغ عدد الوحدات السكنية 846 وحدة بمتوسط كثافة قدره 840.7 نسمة لكل ميل مربع (324.6/كم2).
وتوزع التركيب العرقي للمدينة بنسبة 98.40% من البيض و 0.05% من الأمريكيين الأصليين و 0.26% من الأمريكيين ذوي الأصول الآسيوية و 0.31% من الأمريكيين الأفارقة و 0.52% من عرقين مختلطين أو أكثر.
بلغ عدد الأسر 794 أسرة كانت نسبة 31.0% منها لديها أطفال تحت سن الثامنة عشر تعيش معهم، وبلغت نسبة الأزواج القاطنين مع بعضهم البعض 55.4% من أصل المجموع الكلي للأسر، ونسبة 9.6% من الأسر كان لديها معيلات من الإناث دون وجود شريك، وكانت نسبة 31.9% من غير العائلات. تألفت نسبة 27.3% من أصل جميع الأسر من أفراد ونسبة 12.3% كانوا يعيش معهم شخص وحيد يبلغ من العمر 65 عاماً فما فوق. وبلغ متوسط حجم الأسرة المعيشية 2.89، أما متوسط حجم العائلات فبلغ 2.38.
بلغ العمر الوسطي للسكان 38 عاماً. وكانت نسبة 7.8% بين الثامنة عشر والأربعة وعشرون عاماً، ونسبة 27.2% كانت واقعةً في الفئة العمرية ما بين الخامسة والعشرون حتى والأربعة وأربعون عاماً، ونسبة 23.9% كانت ما بين الخامسة والأربعون حتى الرابعة والستون، ونسبة 16.5% كانت ضمن فئة الخامسة والستون عاماً فما فوق. يوجد لكل 100 أنثى 88.1 ذكر، ويوجد لكل 100 أنثى في الثامنة عشر من عمرها فما فوق 84.2 ذكر.
بلغ متوسط دخل الأسرة في المدينة 39,432 دولار، أما متوسط دخل العائلة فبلغ 46,389 دولار. وكان متوسط دخل الذكور 31,324 دولار مقابل 23,712 دولار للإناث. وسجل دخل الفرد الخاص بالمدينة 18,301 دولار. وكانت نسبة 4.8% من العائلات ونسبة 6.4% من السكان تحت خط الفقر،

### تعداد عام 2010
بلغ عدد سكان نيو لندن 1,897 نسمة بحسب تعداد عام 2010، وبلغ عدد الأسر 769 أسرة وعدد العائلات 517 عائلة مقيمة في المدينة. في حين سجلت الكثافة السكانية 1,878.2 نسمة لكل ميل مربع (725.2/كم2). وبلغ عدد الوحدات السكنية 830 وحدة بمتوسط كثافة قدره 821.8 لكل ميل مربع (317.3/كم2).
وتوزع التركيب العرقي للمدينة بنسبة 96.5% من البيض و 0.3% من الأمريكيين الأصليين و 0.4% من الأمريكيين ذوي الأصول الآسيوية و 1.7% من الأمريكيين الأفارقة و 1.1% من عرقين مختلطين أو أكثر.
بلغ عدد الأسر 769 أسرة كانت نسبة 33.4% منها لديها أطفال تحت سن الثامنة عشر تعيش معهم، وبلغت نسبة الأزواج القاطنين مع بعضهم البعض 50.8% من أصل المجموع الكلي للأسر، ونسبة 12.1% من الأسر كان لديها معيلات من الإناث دون وجود شريك، بينما كانت نسبة 4.3% من الأسر لديها معيلون من الذكور دون وجود شريكة وكانت نسبة 32.8% من غير العائلات. وبلغ متوسط حجم الأسرة المعيشية 2.91، أما متوسط حجم العائلات فبلغ 2.42.
بلغ العمر الوسطي للسكان 38.7 عاماً. وكانت نسبة 26.1% من القاطنين تحت سن الثامنة عشر، وكانت نسبة 7% بين الثامنة عشر والأربعة وعشرون عاماً، ونسبة 24.8% كانت واقعةً في الفئة العمرية ما بين الخامسة والعشرون حتى والأربعة وأربعون عاماً، ونسبة 24.6% كانت ما بين الخامسة والأربعون حتى الرابعة والستون، ونسبة 17.6% كانت ضمن فئة الخامسة والستون عاماً فما فوق. وتوزع التركيب الجنسي للسكان بنسبة 48.7% ذكور و51.3% إناث.